# Pontón (automovilismo)

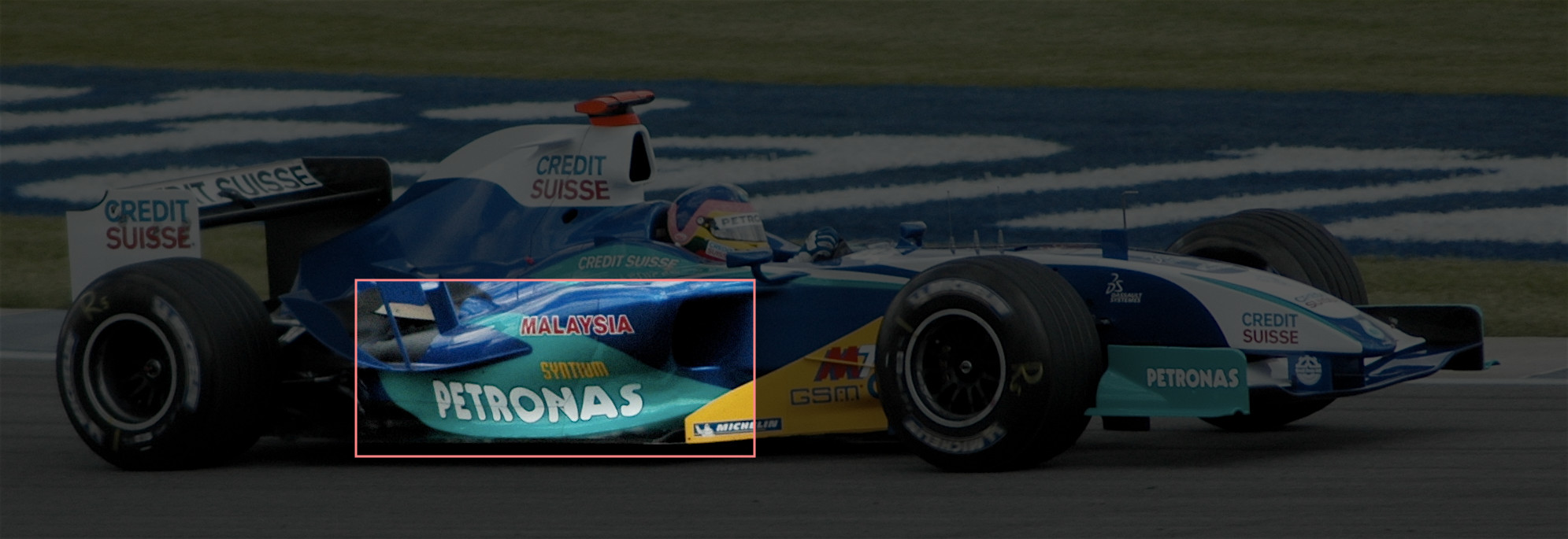
El coche de Fórmula 1, Sauber C24 con el pontón derecho remarcado

El pontón, en el campo del automovilismo, es un apéndice aerodinámico que se encuentra en los laterales de los vehículos de competición (normalmente en Fórmula 1) y su misión es dirigir el flujo como sea conveniente para la eficiencia aerodinámica general y la mejora de los sistemas de refrigeración.

## Historia
El origen del primer pontón se remonta al Lotus 72, un monoplaza que compitió en Fórmula 1 entre 1970 y 1975. Este incorporó el mismo para cubrir los refrigeradores de agua y aceite que anteriormente se encontraban en el morro del vehículo.
A lo largo de los años 70 varias escuderías de Fórmula 1 utilizaron distintos tipos y tamaños de pontones a pesar de que aún había equipos que no cambiaron la localización de los refrigeradores.
En 1979, ante el auge de diseños más aerodinámicos aprovechando el efecto suelo, los diseños de los coches se unificaron, asemejándose a los monoplazas Lotus 78 y  79.
Los pontones se extendían por todo el lateral del monoplaza, desde la rueda delantera al alerón trasero. Estos cubrían todo el perfil aerodinámico y los refrigeradores. Nada podía colocarse en el morro del vehículo ya que este tenía que ser muy estrecho para no interferir aerodinámicamente con el alerón delantero y el fondo plano.

El flujo de refrigeración entraba por la parte delantera de los pontones y salía a lo largo de toda la parte superior de estos. Los refrigeradores estaban colocados verticalmente o a un ángulo determinado con respecto a la corriente incidente.

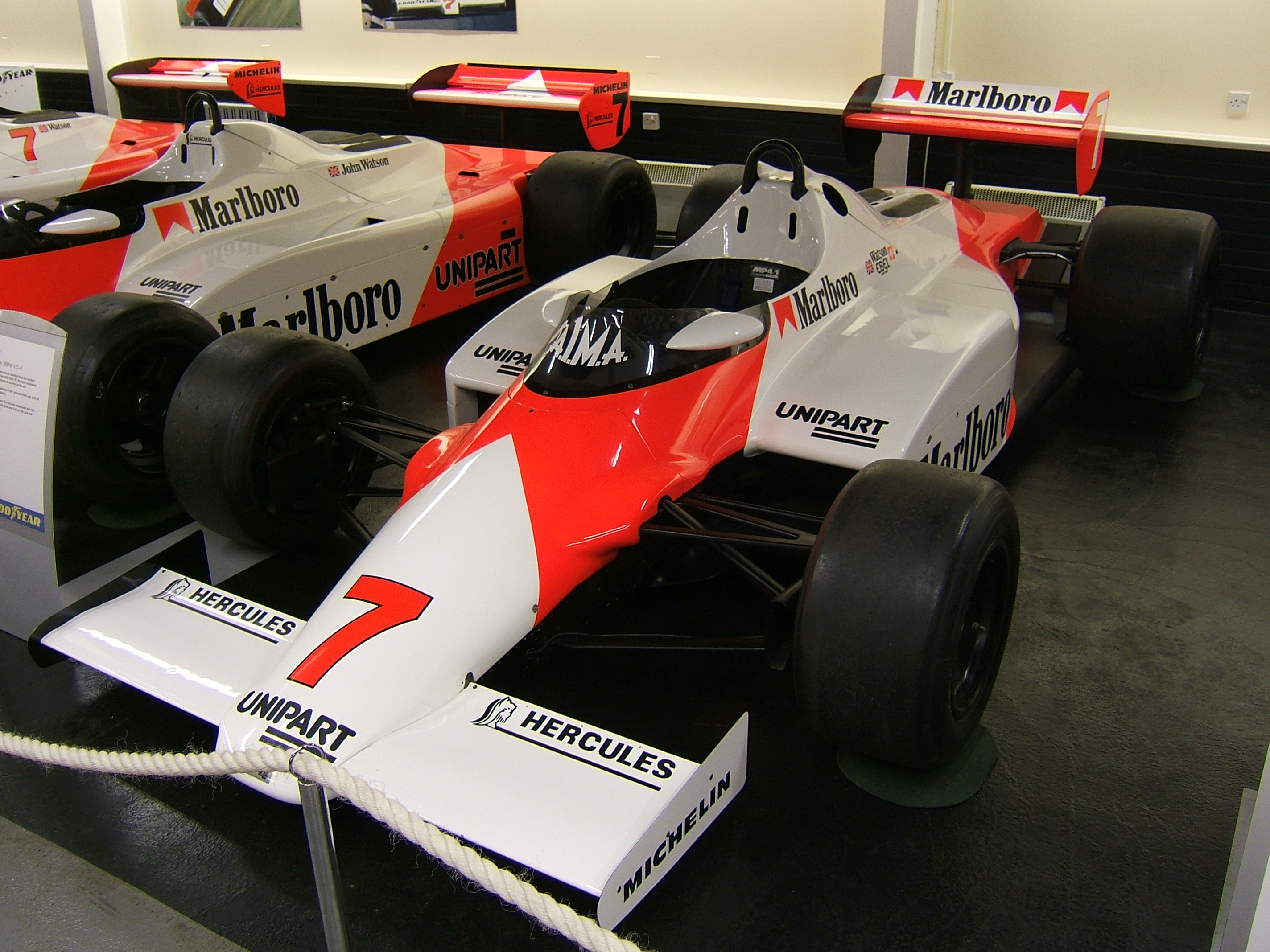
El McLaren MP4/1C, de la colección del museo Donington, en Leicestershire, Inglaterra. Se puede observar la geometría de estrechamiento de los pontones hacia la cola, al contrario que su predecesor, el MP4/1B (detrás), diseñado para aprovechar el efecto suelo.

A partir de 1983, la FIA prohibió el aprovechamiento del efecto suelo, imponiendo que la altura mínima de los monoplazas con respecto al suelo fuera de 6 cm. A partir de esta medida muchas filosofías de diseño salieron a la luz:
 
- El Brabham BT 52 implantó la geometría en forma de delta.
- El Ligier JS 21 se intentó deshacer de todos los pontones por completo.
- El Toleman TG 183 recuperó la localización de los refrigeradores en el morro y mantuvo los pontones pequeños del originario Lotus 72.
- El McLaren MP4/1C tenía unos pontones que se estrechaban avanzando en el eje longitudinal del vehículo e implementando una geometría que se denominó de cuello de botella.

Este último sirvió como ejemplo para los sucesivos diseños, sobreviviendo desde entonces hasta la actualidad; mientras que las demás filosofías de diseño desaparecieron en torno a 1985.
Los pontones del McLaren cubrían los refrigeradores, pero su función principal era la de distribuir la corriente de aire de manera suave y uniforme hacia el difusor y el alerón trasero.
Cuando el efecto suelo estaba permitido, los pontones eran los encargados de aportar la mayor carga aerodinámica posible al coche. Ahora, tras la prohibición, estos actúan distribuyendo el flujo a la parte trasera del vehículo, al igual que lo hacía el McLaren
A lo largo de los años 80, los pontones seguían siendo relativamente grandes y el estrechamiento que se producía en estos en torno al eje longitudinal no era muy pronunciado, produciendo una trasera más ancha en los vehículos. La razón de esto era la necesidad de un mayor flujo para poder refrigerar los turbocompresores, cuyo uso estaba muy extendido.
Desde el 1989 hasta ahora, después de que los turbocompresores fueran prohibidos, los pontones se redondearon, disminuyeron su tamaño y aumentaron su estrechamiento. Esta filosofía es visible hoy en día en la Fórmula 1.
A principios de los años 80 el flujo de aire de refrigeración era descargado a lo largo de la parte superior de los pontones; entre mediados de los 80 y finales de los 90 lo habitual era que el aire se descargara a lo largo de los laterales de los pontones, esto minimizaba la cantidad de turbulencia que generaba el aire caliente en el alerón trasero mejorando así la actuación general del vehículo.
En la actualidad, los complejos diseños de pontones hacen que el flujo de aire descargue en la parte trasera de los mismos, causando aún menos turbulencia al alerón trasero.

## Funcionamiento
Los pontones tienen 3 objetivos de funcionamiento, Refrigeración, Aerodinámica y Seguridad.

### Refrigeración
La mayoría de los coches actuales de Fórmula 1 basan su diseño de los pontones en mejorar la refrigeración de sus motores, ya que la mayoría de los sistemas de refrigeración están localizados en los pontones, ya sean los radiadores de calor o los refrigeradores internos.
Para ello, los pontones recogen el flujo de aire cuando el vehículo está en movimiento y lo dirigen internamente hacia las zonas deseadas. 

### Aerodinámica
Los pontones de Fórmula 1 y el alerón delantero son los encargados de estabilizar el flujo de aire turbulento para que el resto de los dispositivos aerodinámicos reduzcan la caída de carga aerodinámica sufrida en un 30% o más.[cita requerida]

### Seguridad
Para los coches de Fórmula 1, la estructura interna del coche está unida directamente a los pontones, esto es útil en el caso de accidentes por impacto lateral, ya que actúan de manera similar a como lo haría un parachoques, absorbiendo la mayor parte del impacto.

## Tipos

### Obsoletos

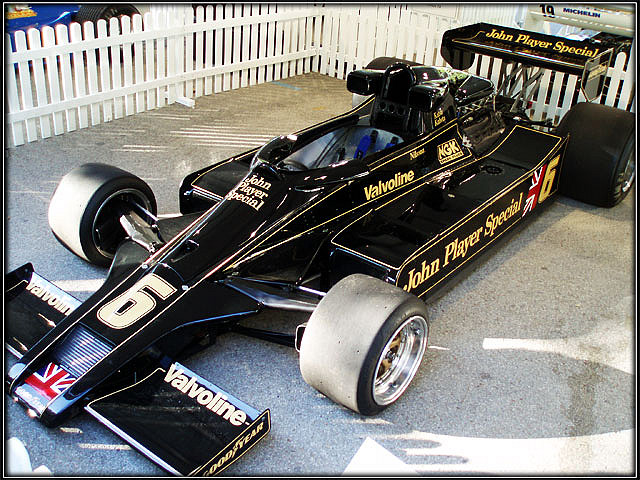
Lotus 78, diseñado para explotar al máximo el efecto suelo, en su momento, permitido.

#### Basados en el aprovechamiento del efecto suelo
Estos diseños Salieron a la luz cuando se supo de las ventajas incuestionables que tenía el aprovechamiento del efecto suelo, este tipo de monoplazas tenían como objetivo estar a la menor distancia posible del suelo, y su uso era básicamente el de carenar un perfil aerodinámico que se encontraba en el interior del pontón (el cual creaba la mayoría de la carga aerodinámica), y debido a las características y el tamaño de este perfil, el pontón debía ser como un túnel de viento en cuanto a forma, manteniendo el tamaño de la sección prácticamente igual a lo largo del coche.
En el interior de los pontones se puede encontrar los refrigeradores, colocados de manera transversal o con cierto ángulo con respecto al flujo, así como las salidas de aire caliente, que se disponían a lo largo de la parte superior de los pontones.
En estos diseños para que el aire entrara correctamente y sin turbulencias por el pontón, la parte delantera de los monoplaza debían evitar los cambios bruscos de geometría, esto debe lugar a morros muy largos y esbeltos.

#### Tras la prohibición del efecto suelo

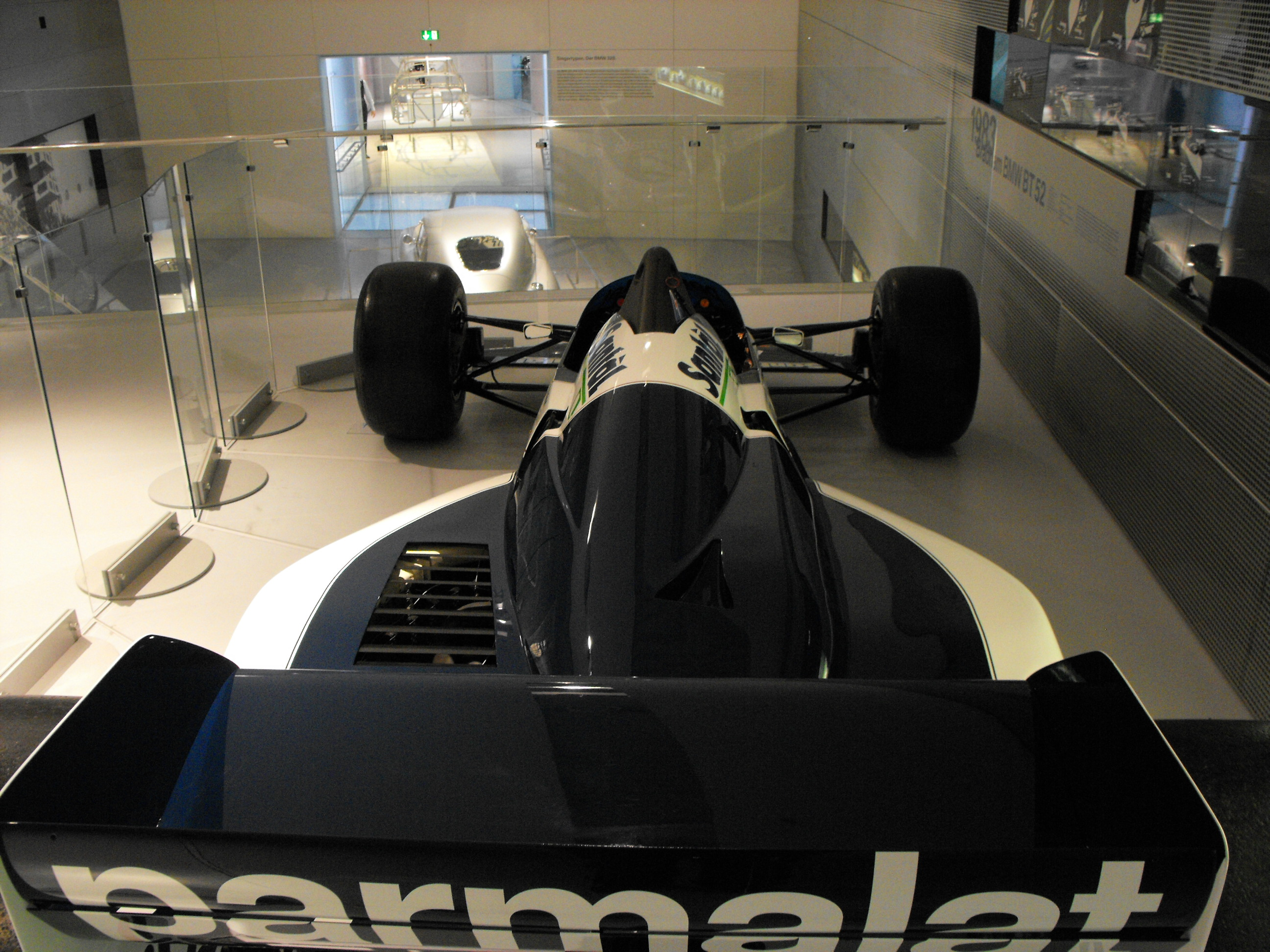
El monoplaza Brabham BMW BT52 de 1983, donde se observa claramente la forma en delta y la salida de aire superior de los pontones.

##### Forma en Delta
Este diseño, al no necesitar la importancia de la aerodinámica, se centró en hacer más eficiente la refrigeración, retrasando la entrada de aire del pontón hacia la parte posterior del coche y colocando los refrigeradores en la entrada de manera oblicua y purgando el aire caliente de la refrigeración por la parte superior.

##### Cuello de Botella
La geometría cuello de botella tenía como objetivo principal, aparte de la refrigeración, la aerodinámica, ya que mediante una redirección del flujo en la parte trasera y la forma del pontón en sí, se conseguía un aumento de la carga aerodinámica conjunto con una menor turbulencia en la parte trasera del vehículo, aumentando la eficiencia del alerón trasero significativamente.
La refrigeración en este tipo de pontones era igual a la de los coches que aprovechaban el efecto suelo, donde los refrigeradores se encontraban de manera transversal u oblicua al flujo, y purgando el aire caliente por la parte superior.
Un ejemplo pionero de este tipo de pontones fue el McLaren MP4/1C.

### Era moderna

##### Cuello de Botella (Optimizado)

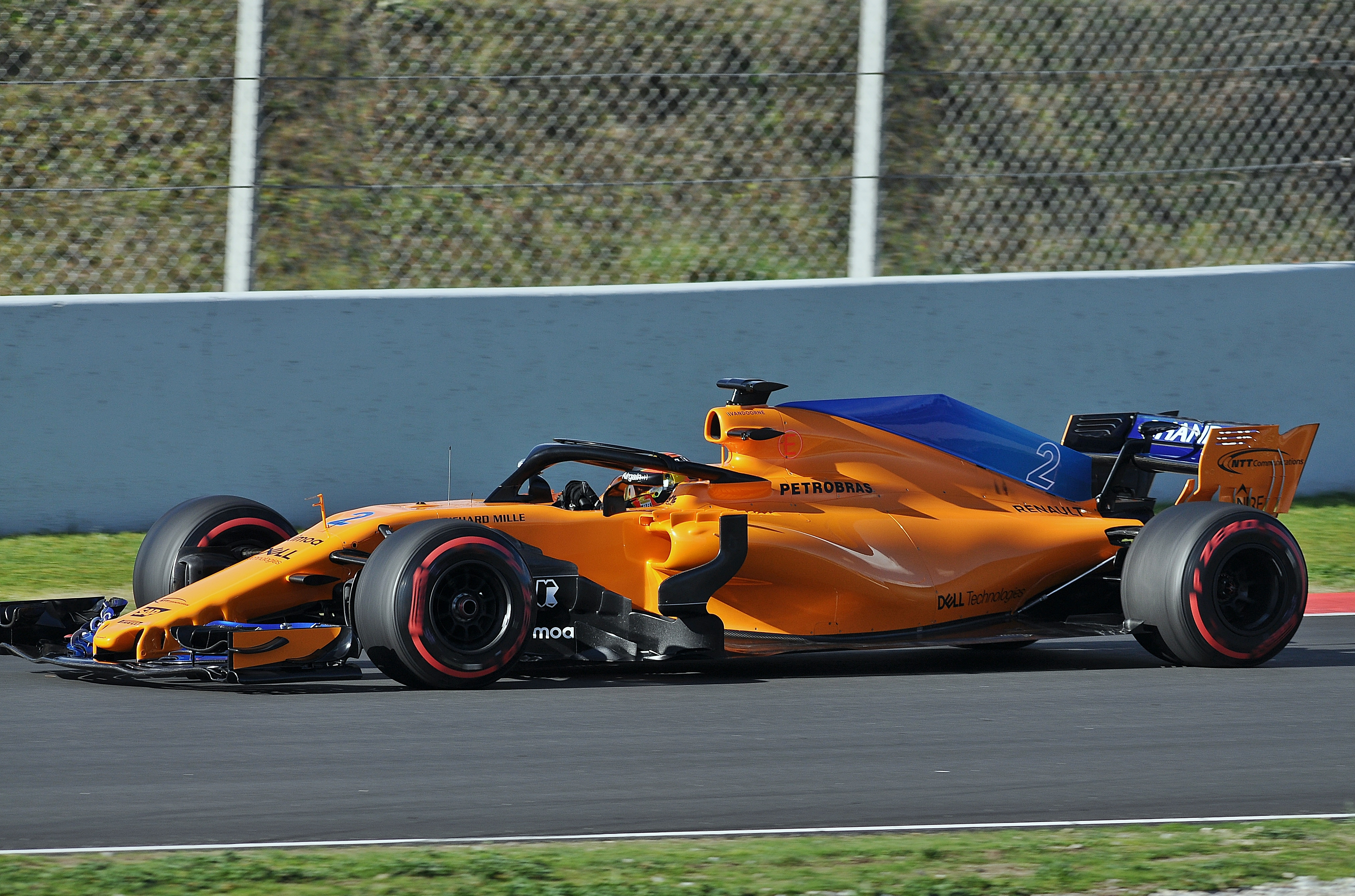
El McLaren MCL33, donde se observa la parte lateral del pontón izquierdo.

Este tipo de pontón, bastante utilizado en la actualidad, es un tipo igual que el de cuello de botella en su concepto, pero con algunas diferencias:
- Los refrigeradores, se colocan de manera angulosa con respecto al flujo incidente, redirigiendo el flujo de aire caliente hacia los laterales o directamente hacia la parte trasera del coche, reduciendo así al mínimo la turbulencia generada por la diferencia de temperatura del aire y su efecto en la aerodinámica del alerón trasero.
- La entrada de aire se adelanta, esta se encuentra a la altura del piloto aproximadamente, aumentando el área que queda hasta la parte trasera, esto facilita el manejo del flujo para lograr una correcta redirección.
- También debido a la mejora de los motores y los sistemas internos de refrigeración, el tamaño general de los pontones se reduce, al necesitar menor flujo incidente, generando una menor resistencia de forma.

Un ejemplo de este tipo de pontón lo encontramos en el monoplaza moderno Mercedes-AMG F1 W09 o el McLaren MCL33, por ejemplo.

## Criterios de diseño
El diseño del pontón deberá tener en cuenta los tres principios de funcionamiento nombrados anteriormente, aparte el diseño siempre vendrá duramente condicionado por la refrigeración necesaria por parte del motor y la normativa vigente.

### Refrigeración
Una vez se sepa la cantidad de flujo másico necesario, podremos establecer las dimensiones de nuestro pontón basándonos en la Ecuación de continuidad de la Mecánica de fluidos en su forma:
{\textstyle {\dot {m}}=\rho \cdot \upsilon \cdot A}
donde ρ es la densidad, v es la velocidad del flujo y A el área del pontón.

### Aerodinámica

Flujo en un tubo de Venturi.

Irá de la mano de la forma geométrica, aunque se puede definir una condición general, el curvar la superficie lateral del pontón ya que:
- Reducirá el Coeficiente aerodinámico del eje longitudinal, mejorando así la aerodinámica del automóvil.
- Aumentará el área frontal del mismo.

Para decidir el diseño del pontón se tendrán en cuenta cómo afecta la geometría al Efecto Venturi, es decir disminuir al máximo la presión para aumentar en consecuencia la velocidad.
Por otro lado, es muy importante el lugar por donde se expulsará el aire caliente procedente de los refrigeradores, por ejemplo, si el aire se quiere expulsar por la parte trasera del pontón, hace falta un sistema más complejo pero reduce mucho la turbulencia generada en el alerón trasero, en cambio expulsar el aire por la parte superior del pontón implica mayor turbulencia hacia el resto de la aerodinámica del vehículo aunque requiera de sistemas menos complejos para su implementación.

### Seguridad
Para el diseño del pontón se debe tener en cuenta la normativa de Fórmula 1 en cuanto al espacio que debe ocupar el pontón.
Por otro lado, el material del que este fabricado es muy importante, ya que tendrá que absorber un impacto si llega el caso, la fibra de carbono es la opción más  habitual en la actualidad.